# Univerzalni mitraljez
Univerzalni puškomitraljez (tudi univerzalni mitraljez; angleško General Purpose Machine Gun; GPMG) je vrsta sodobnega mitraljeza, ki ga po značilnostih uvrščamo med puškomitraljeze in srednje mitraljeze.
GPMG ima lahko kaliber do 7,9 mm, uporablja naboje, nanizane v nabojnike ter lahko strelja z nožic ali podstavka. Tako predstavlja osnovno avtomatsko orožje pehotnega oddelka.

## Galerija
- MG 42
- FN MAG
- PKM
- MG 3